# Philactinoposthia helgolandica
Philactinoposthia helgolandica är en plattmaskart som beskrevs av Jürgen Dörjes 1968. Philactinoposthia helgolandica ingår i släktet Philactinoposthia och familjen Actinoposthiidae. Inga underarter finns listade i Catalogue of Life.